# Binderella
Binderella is een geslacht van hooiwagens uit de familie Assamiidae.
De wetenschappelijke naam Binderella is voor het eerst geldig gepubliceerd door Roewer in 1935. 

## Soorten
Binderella omvat de volgende 1 soort [maar ten onrechte met 2 soorten vermeld per Hallan]:
- Binderella bistriata (inclusief synoniem van Tengelinia paradoxa, dat in Hallan wordt vermeld als Binderella paradoxa').